# Schildia fragilis
Schildia fragilis är en tvåvingeart som först beskrevs av Carrera 1944.  Schildia fragilis ingår i släktet Schildia och familjen rovflugor. Inga underarter finns listade i Catalogue of Life.